# Lubersac (tổng)
Tổng Lubersac là một tổng của Pháp tọa lạc tại tỉnh Corrèze trong vùng Lumousin.

## Địa lý
Tổng này được tổ chức xung quanh Lubersac trong quận Brive-la-Gaillarde. Độ cao khu vực này là 215 m (Beyssac) đến 483 m (Saint-Martin-Sepert) độ cao trung bình trên mực nước biển là 386 m.

## Hành chính
| Giai đoạn | Ủy viên            | Đảng | Tư cách             |
| --------- | ------------------ | ---- | ------------------- |
| 2001-2008 | Jean-Pierre Decaie | DVD  | thị trưởng Lubersac |
| 2008-2014 | Jean-Pierre Decaie | UMP  |                     |

## Phân chia đơn vị hành chính
Tổng Lubersac được chia thành 12 xã và khoảng 7 318 người (điều tra dân số năm 1999 không tính trùng dân số).
| Xã                        | Dân số | Mã bưu chính | Mã insee |
| ------------------------- | ------ | ------------ | -------- |
| Arnac-Pompadour           | 1 334  | 19230        | 19011    |
| Benayes                   | 288    | 19510        | 19022    |
| Beyssac                   | 727    | 19230        | 19024    |
| Beyssenac                 | 343    | 19230        | 19025    |
| Lubersac                  | 2 169  | 19210        | 19121    |
| Montgibaud                | 241    | 19210        | 19144    |
| Saint-Éloy-les-Tuileries  | 124    | 19210        | 19198    |
| Saint-Julien-le-Vendômois | 308    | 19210        | 19216    |
| Saint-Martin-Sepert       | 260    | 19210        | 19223    |
| Saint-Pardoux-Corbier     | 323    | 19210        | 19230    |
| Saint-Sornin-Lavolps      | 956    | 19230        | 19243    |
| Ségur-le-Château          | 245    | 19230        | 19254    |

## Thông tin nhân khẩu
| 1962                                                     | 1968  | 1975  | 1982  | 1990  | 1999  |
| -------------------------------------------------------- | ----- | ----- | ----- | ----- | ----- |
| 8 359                                                    | 8 906 | 8 449 | 8 186 | 7 706 | 7 318 |
| Nombre retenu à partir de 1962 : dân số không tính trùng |       |       |       |       |       |